# Geissanthus scrobiculatus
Geissanthus scrobiculatus là một loài thực vật có hoa trong họ Anh thảo. Loài này được (Cuatrec.) Pipoly mô tả khoa học đầu tiên năm 1993.